# Estil neoegipci

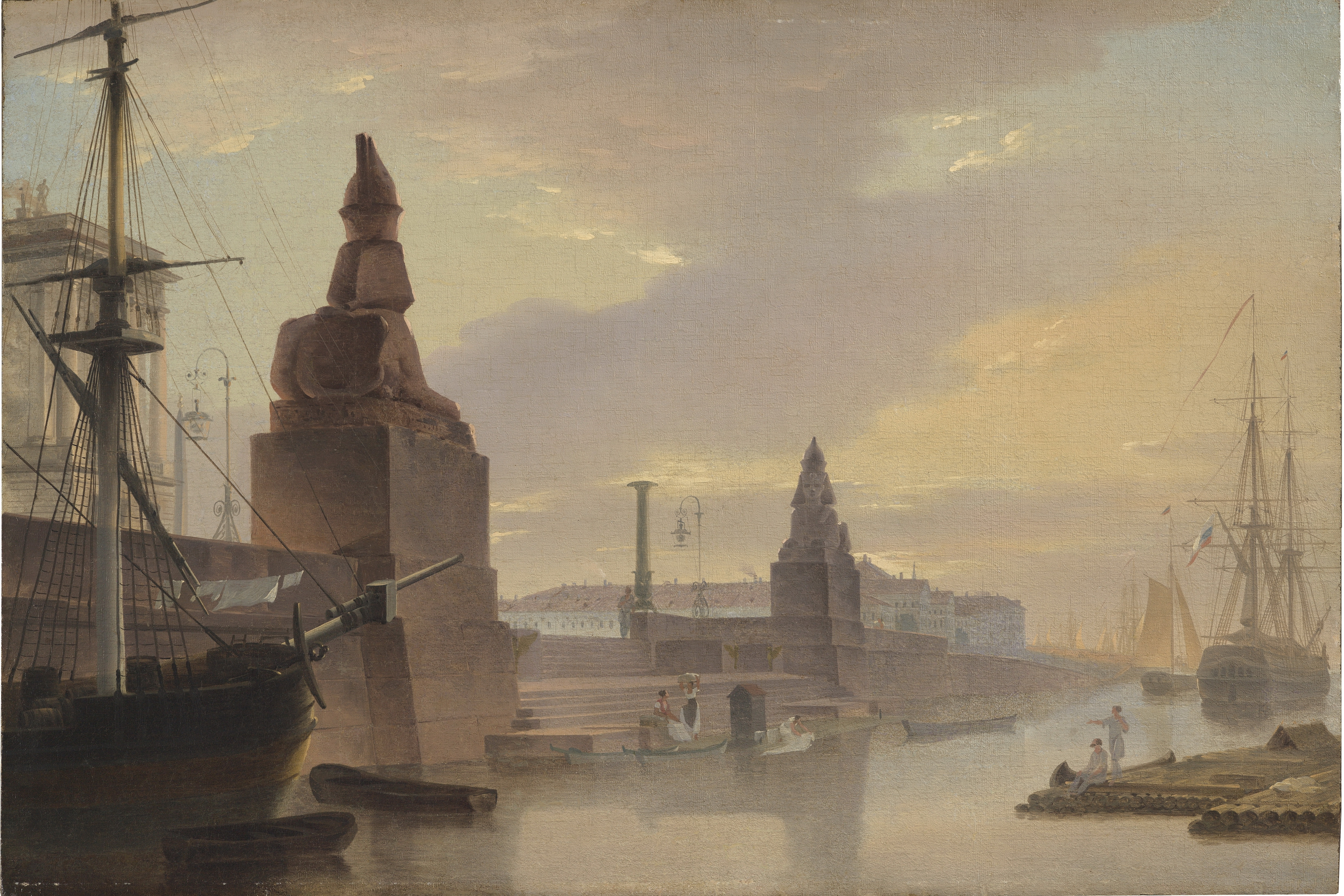
Molls de Sant Petersburg, amb dues esfinxs d'Amenofis III portades d'Egipte el 1832

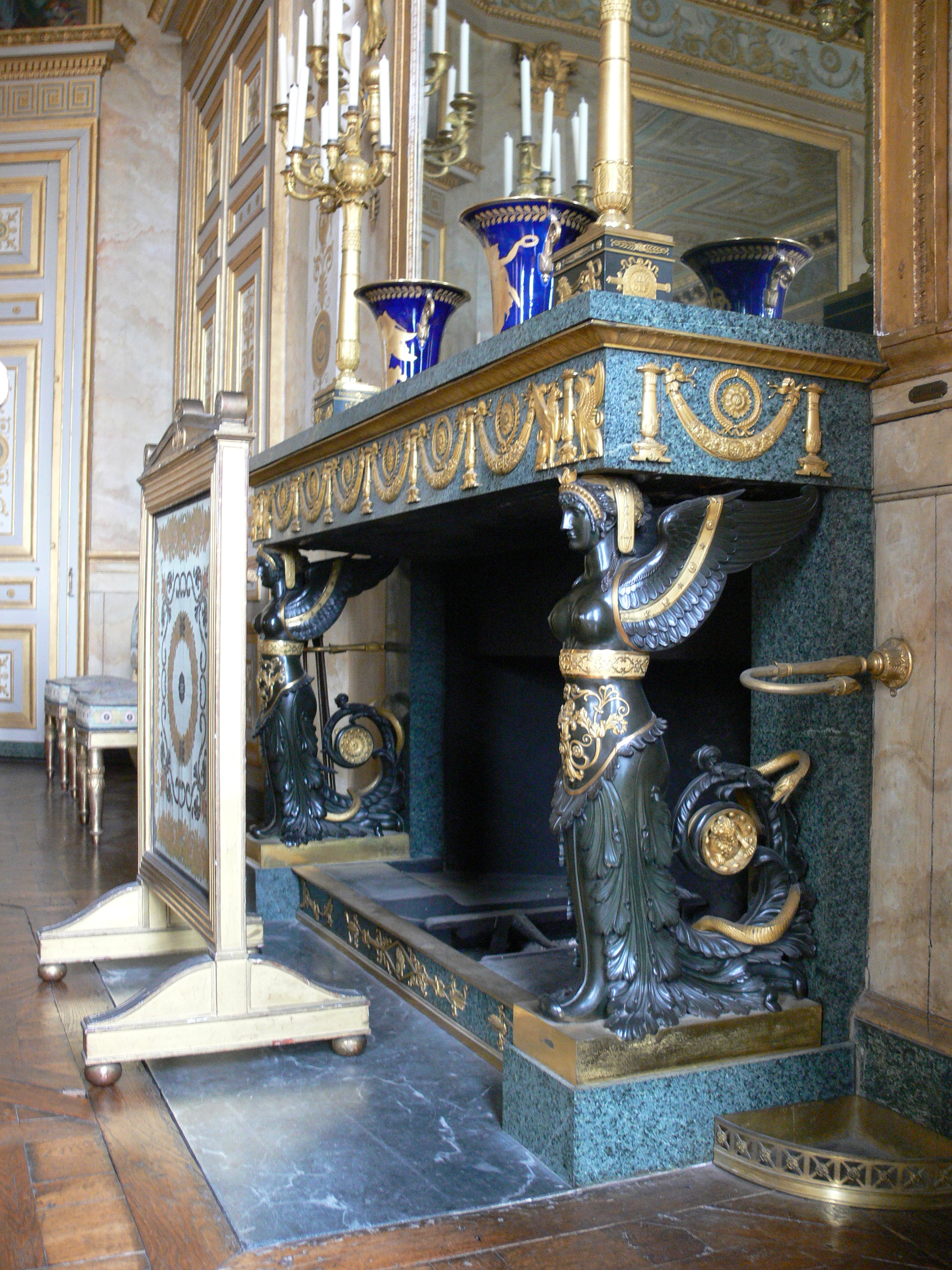
Castell de Compiègne, Gran saló de recepció de l'emperadriu

L'estil neoegipci és un moviment artístic historicista, especialment arquitectònic, que fa servir els elements, motius i imatgeria de l'art egipci antic, sovint de manera desvirtuada i barrejada amb altres estils (eclecticisme). Tot i que s'havien fet referències aïllades als monuments egipcis des del Renaixement, l'estil neoegipci no comença a desenvolupar-se amb criteris semblants al neoclassicisme grecoromà, el neogòtic o altres revivals fins a la campanya napoleònica d'Egipte (1798–1801) i la publicació dels seus resultats científics: Description de l'Égypte (1809-1826). De gran impacte fou l'ambientació egípcia de l'òpera Aida de Verdi (1871); tot i que des del XVIII es venia recorrent a localitzacions en l'antic Egipte, amb o sense referències bíbliques (Les festes d'Himeneu i l'Amor, de Rameau, Thamos i La flauta màgica, totes dues de Mozart, Mosè in Egitto, de Rossini), el descobriment de Howard Carter de la tomba de Tutankhamon el 1922 suposà una revitalització de l'estil neoegipci que s'uní molt bé amb els trets de l'art déco i es va estendre per tot el s. XX, sobretot en arts decoratives. En l'àmbit de la cultura popular s'ha produït una veritable "egiptomania", amb múltiples facetes. El moviment de construcció de sales d'espectacles en estil neoegipci (Egyptian Theatre) es limità fonamentalment als Estats Units.

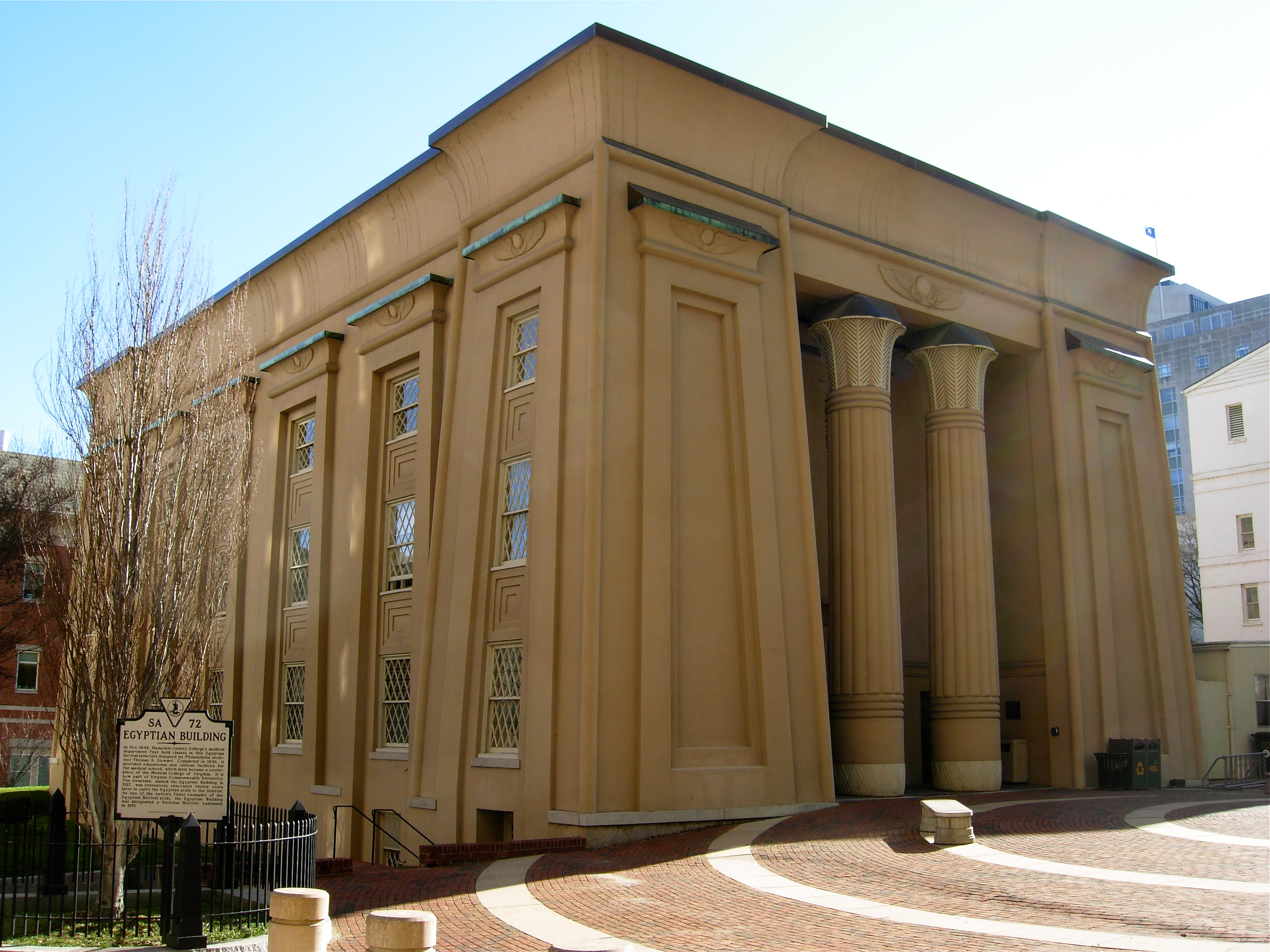
Egyptian Building del Medical College de Virginia (1845), Richmond
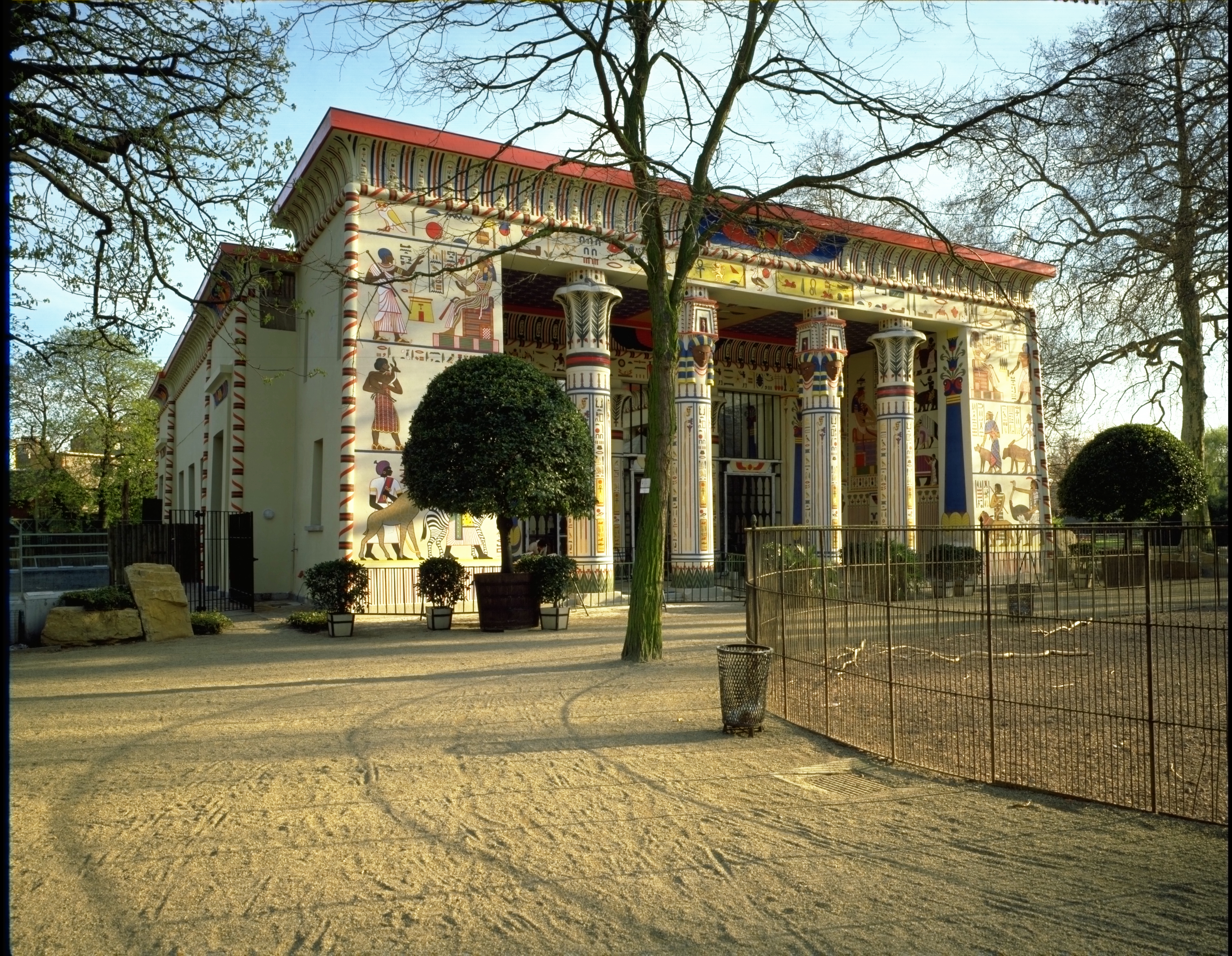
Temple egipci (1856) al Zoològic d'Anvers
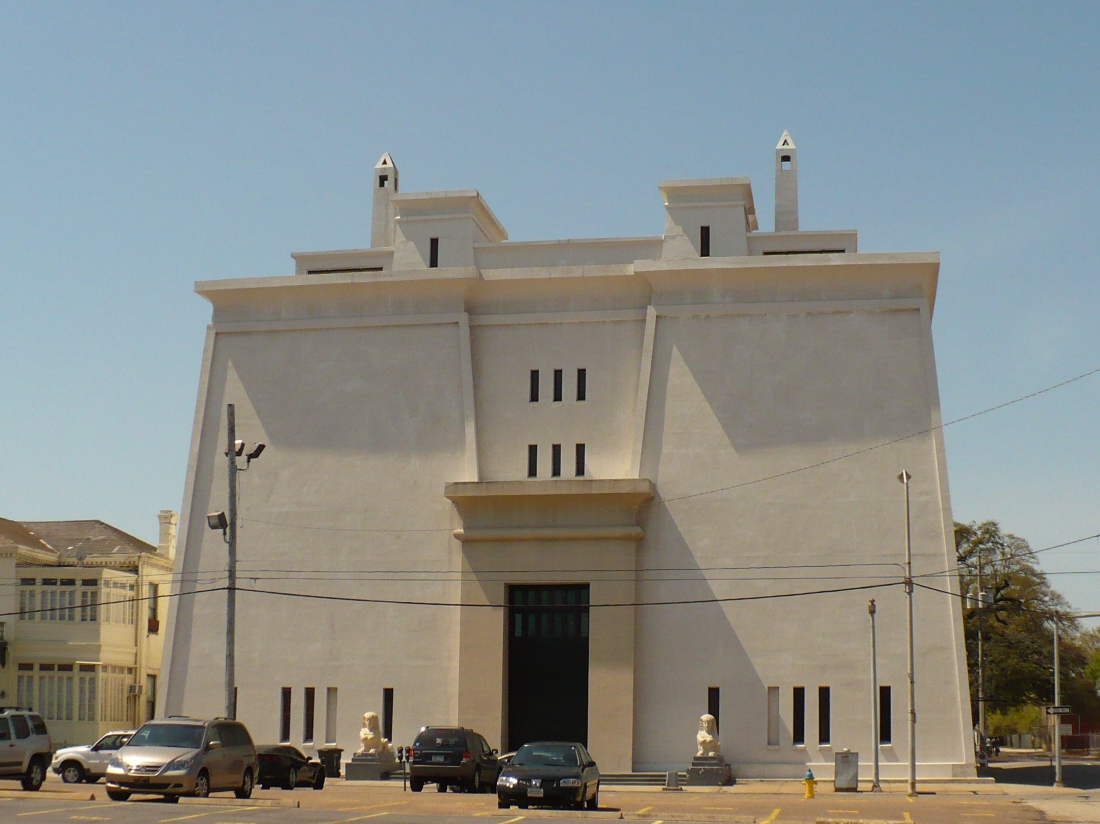
Scottish Rite Temple (1921) de Mobile
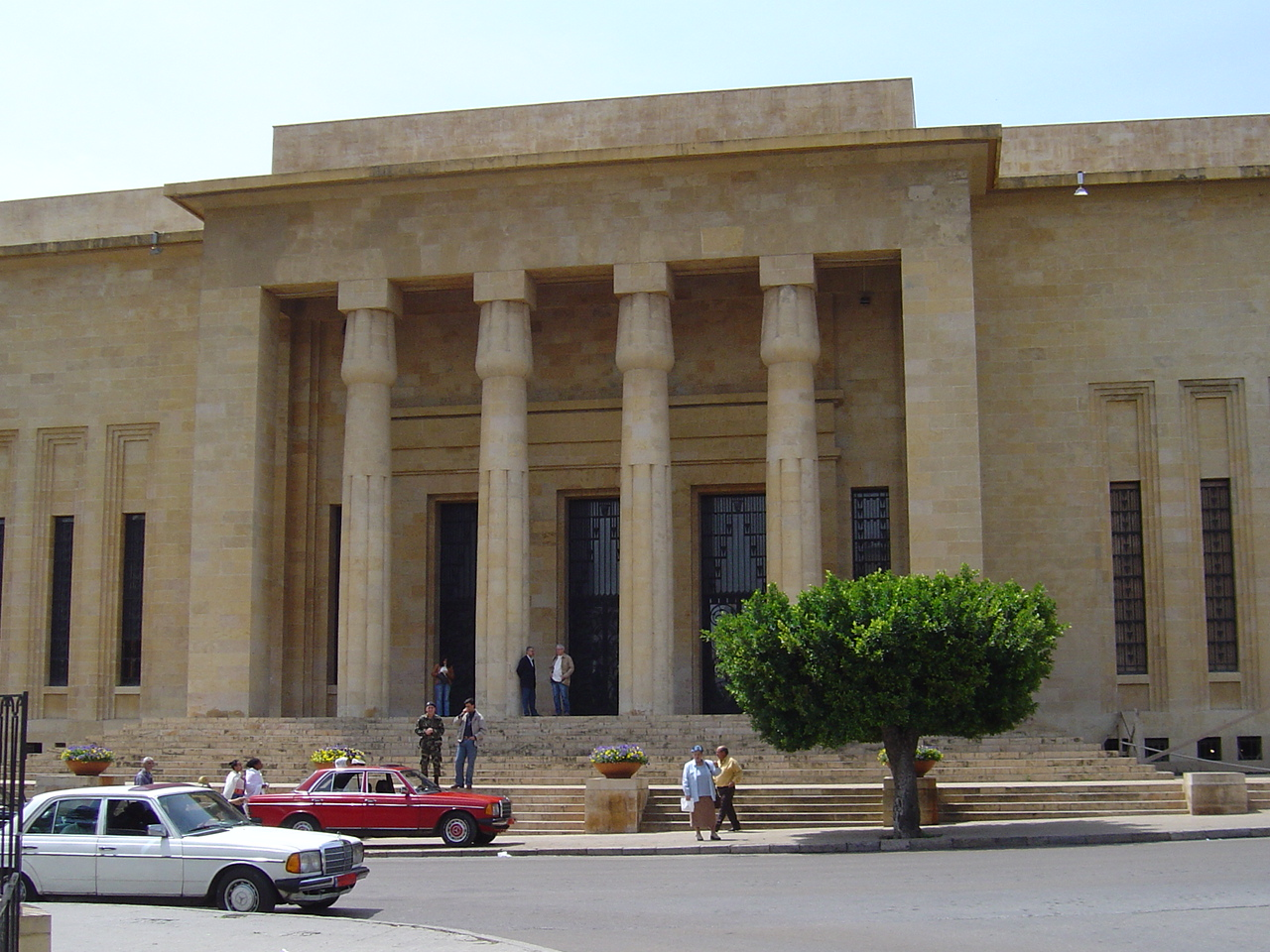
Museu Nacional de Beirut (1937-1942)
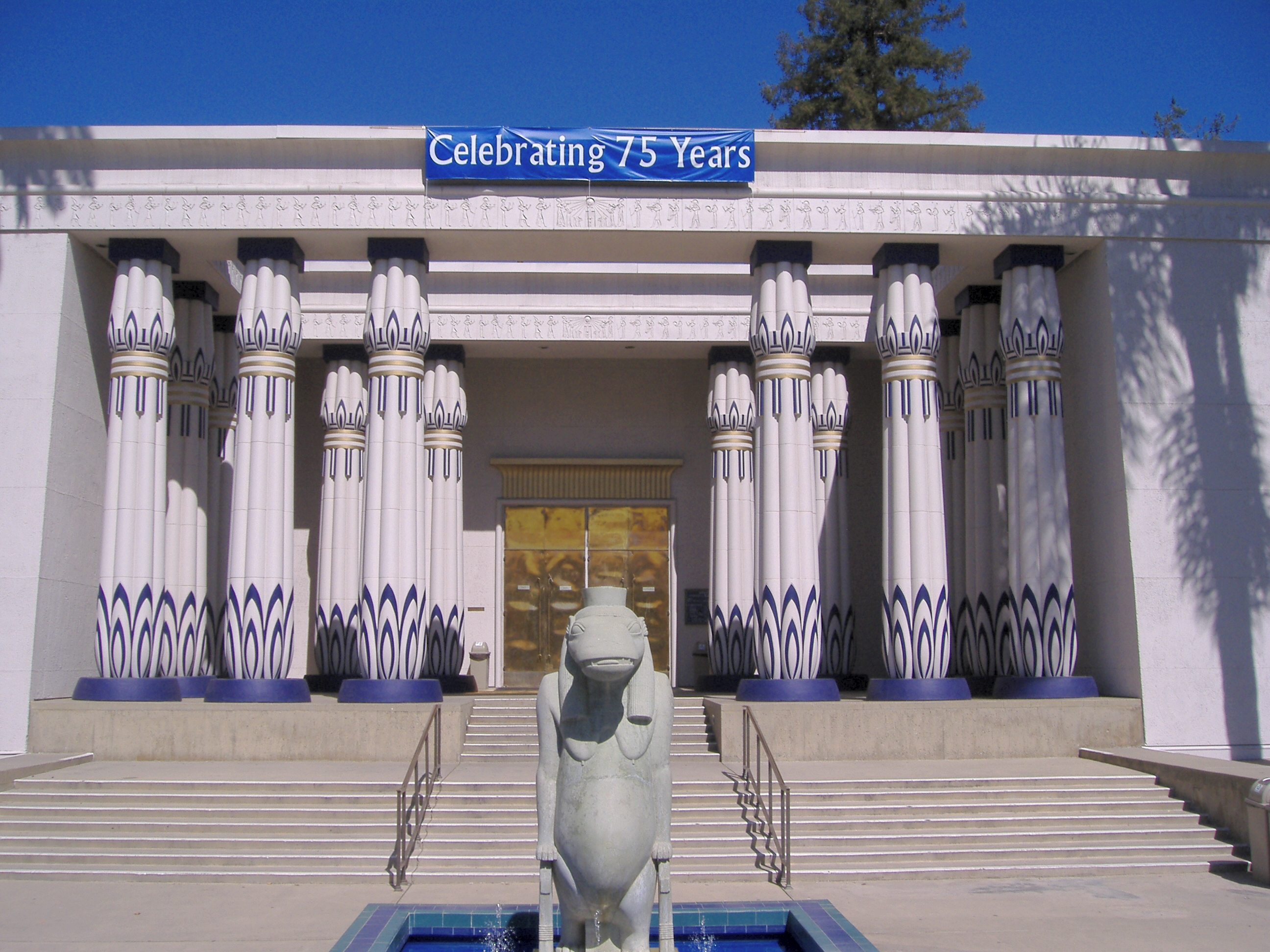
Museu Egipci Rosacreu (1966), de San Jose (California)

## Estil neoegipci anterior a l'època napoleònica

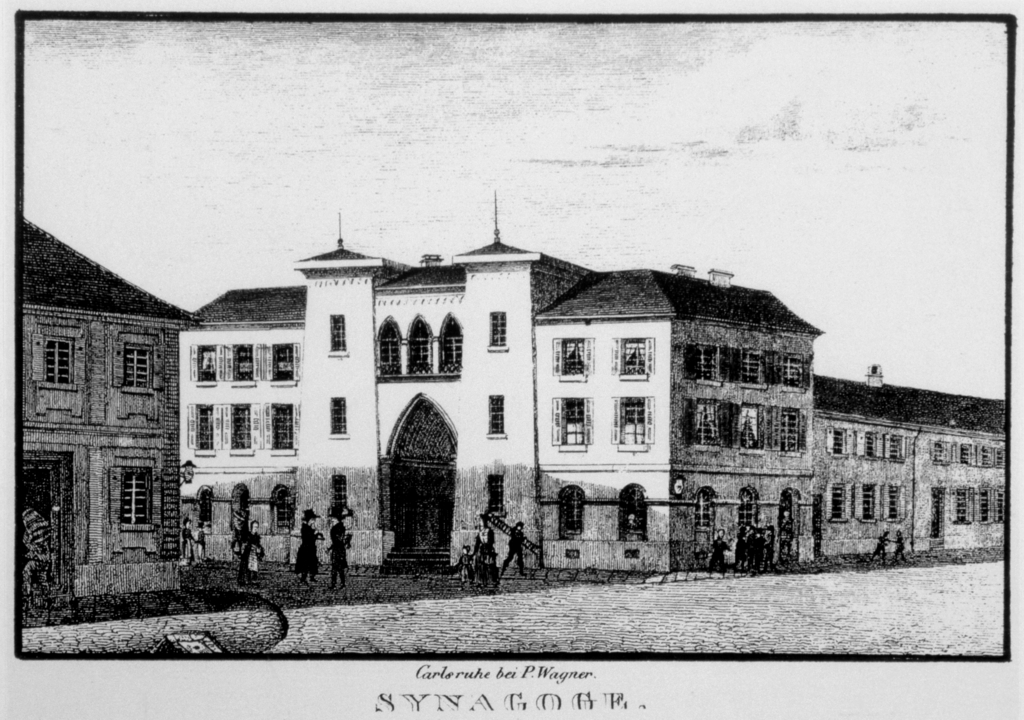
La sinagoga de Karlsruhe a Baden, amb els pilons d'estil egipci

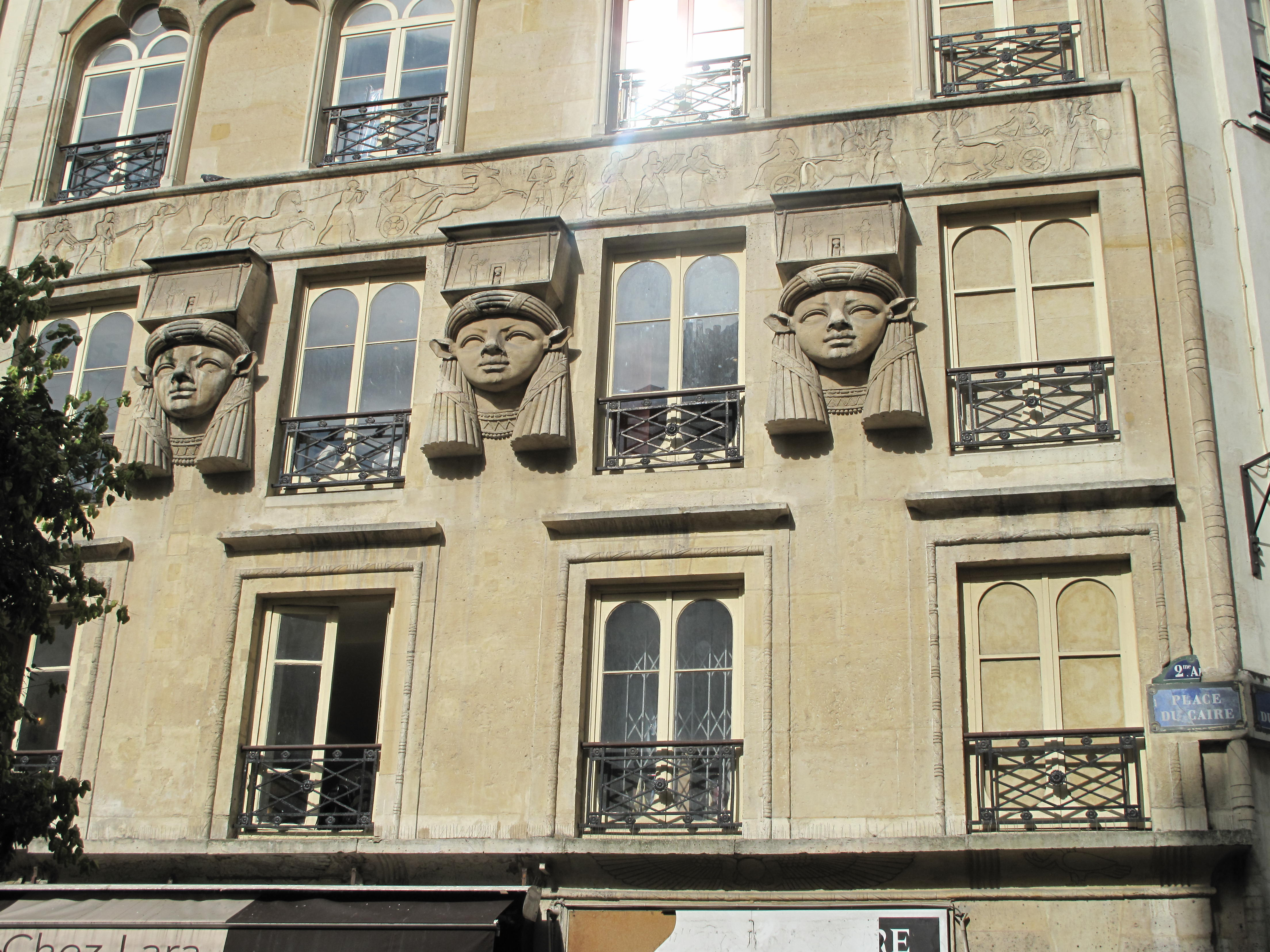
Edifici Foire du Caire a París (1798)

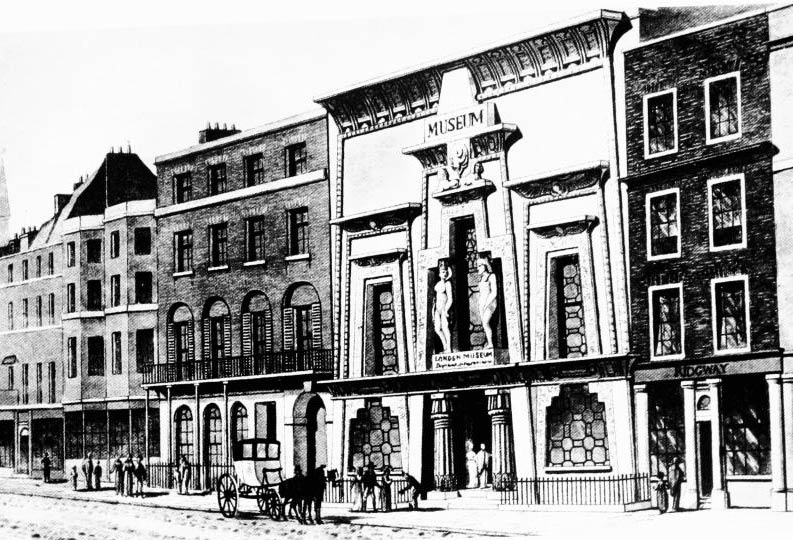
Egyptian Hall a Londres (1812), amb l'aspecte que tenia al 1815

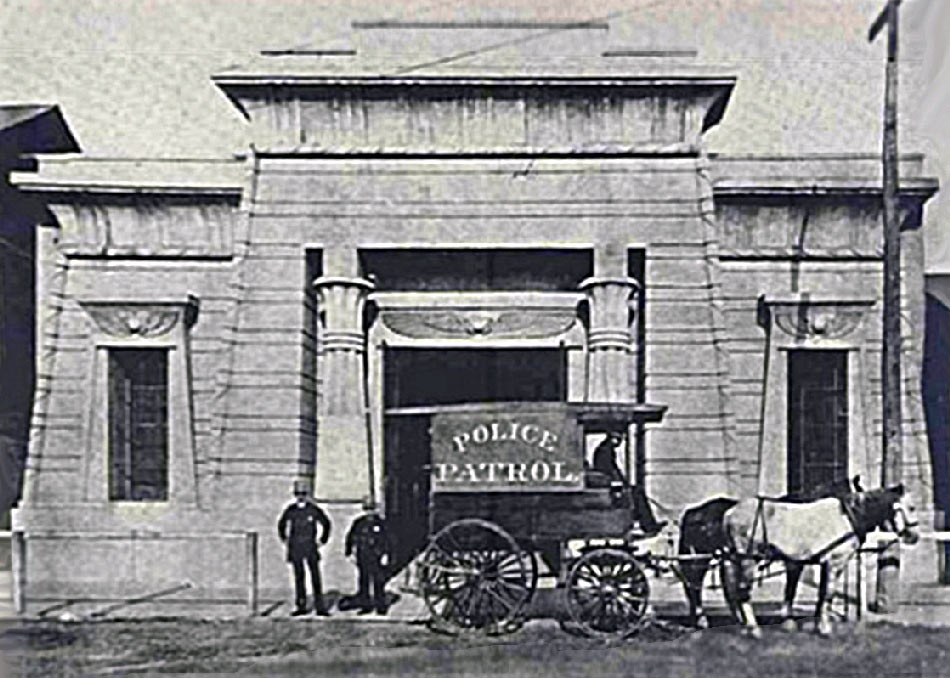
4th Precinct Police Station (1836) a Nova Orleans

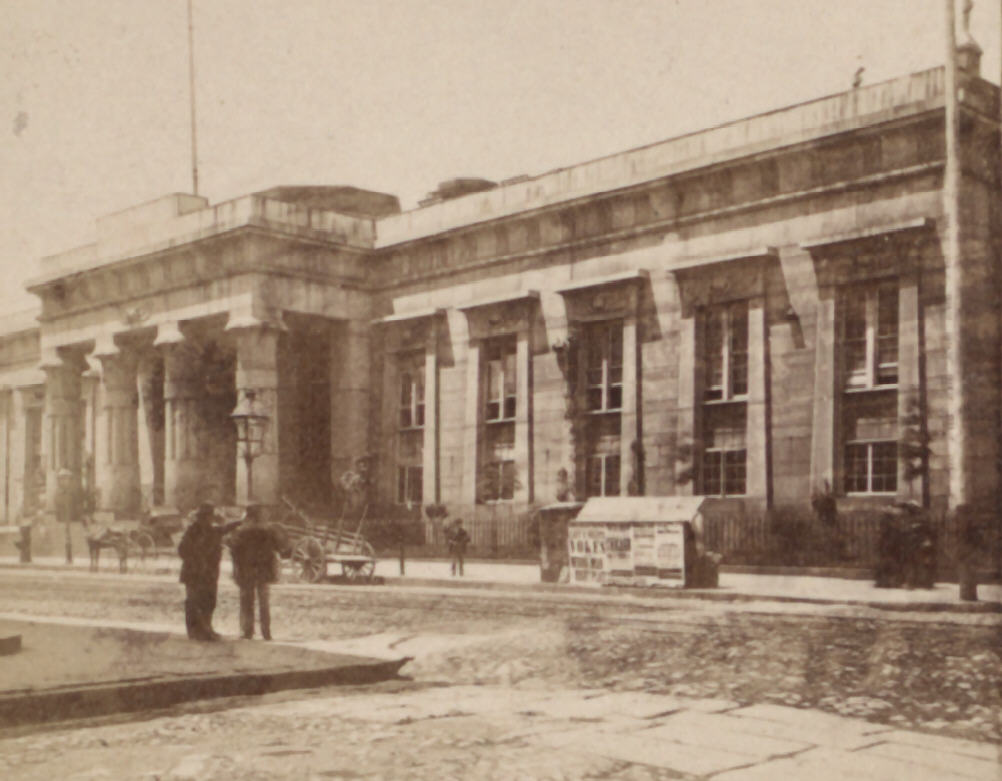
The Tombs (1838) a Nova York, abans de ser derruït (1902)

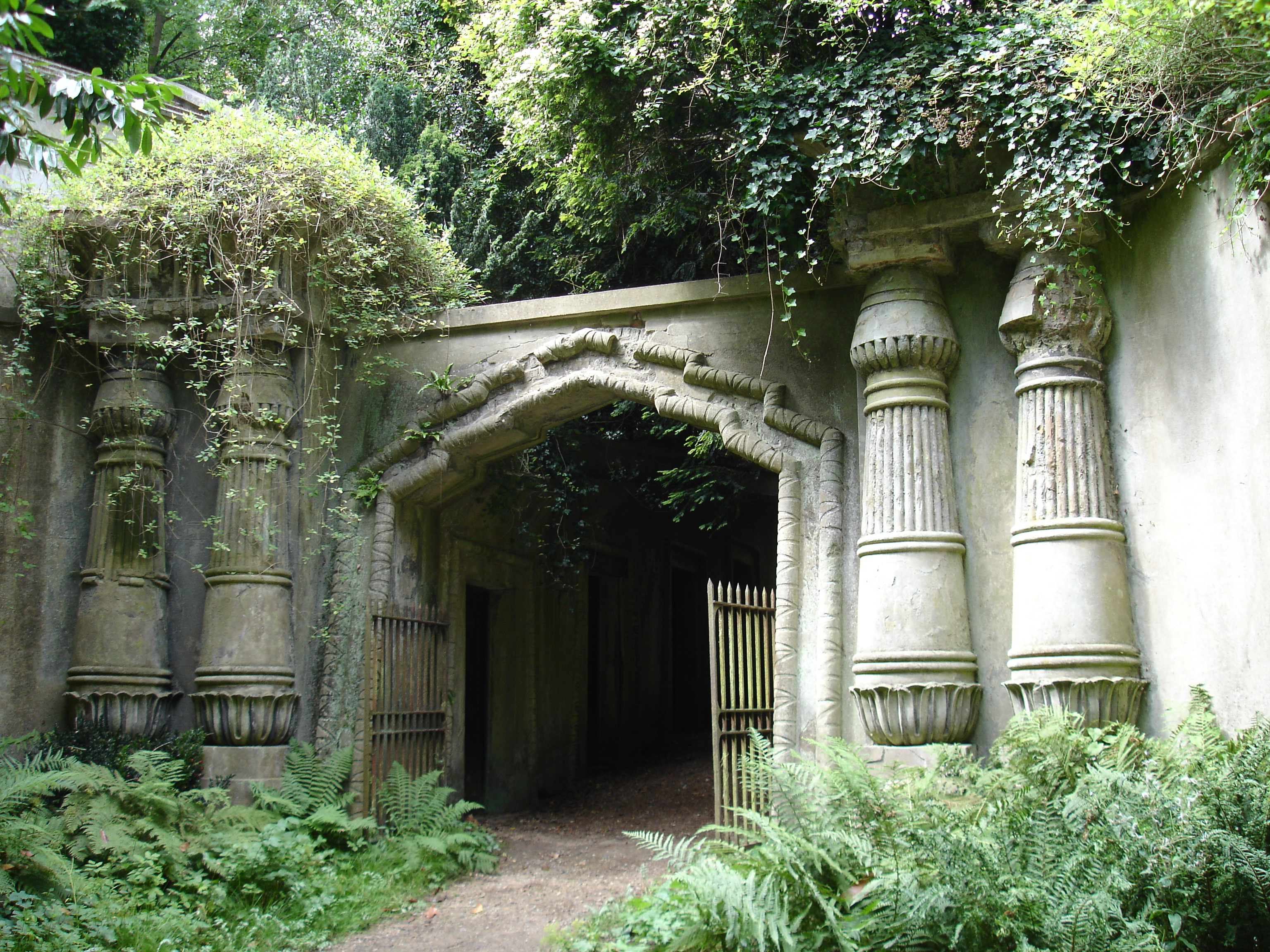
Entrada a lEgyptian Avenue i el Lebanon Circle del Highgate Cemetery (1838-1839) a Londres

Un notable exemple n'és l'obelisc que Gian Lorenzo Bernini inclogué en la fontana dei Quattro Fiumi de la Piazza Navona que, igual que el de la plaça de Sant Pere, eren a Roma des de l'època imperial i foren traslladats. Aquesta reutilització barroca dels obeliscs la imità el 1717 Edward Lovett Pearce en el mausoleu de la família Allen (Stillorgan); de llavors ençà s'erigiren distints obeliscs a Irlanda a la primeria del segle xviii (Belan -County Kildare-, Dangan -County Meath-, Casteltown Folly -County Kildare...).
També es van utilitzar motius egipcis com a decoració grotesca en jardins, com l'encarregada per Frederic I de Württemberg al seu arquitecte de cort, Jean-Baptiste Kléber, per al castell de Montbéliard, que incloïa un pont egipci que duia a una illa amb un edifici (amb una sala de billar i un bagnio) d'elaborats motius també d'inspiració egípcia.

El moviment estètic dels "visionaris" (Piranesi, Ledoux, Boullée) té un referent en l'art egipci.

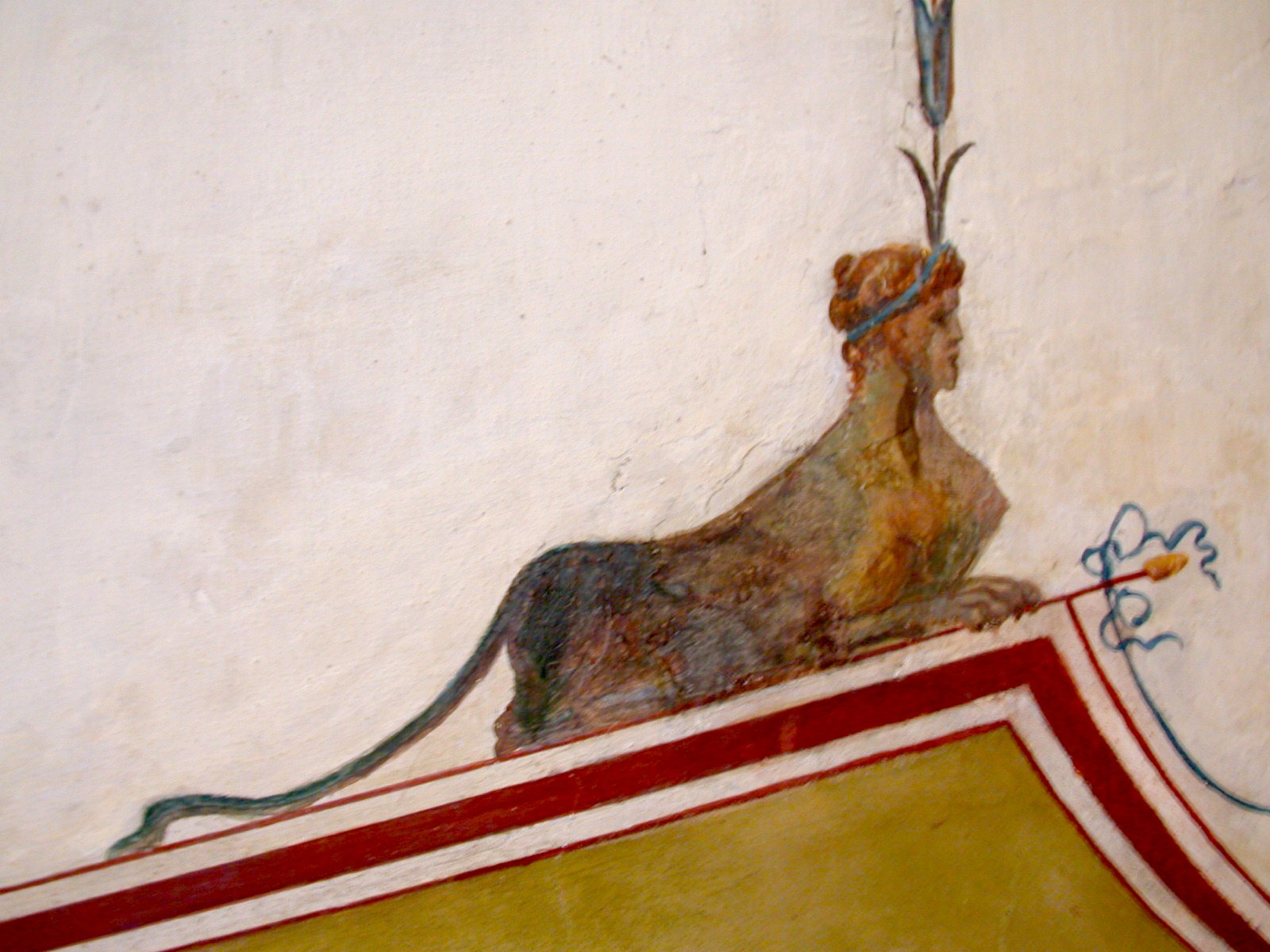
Detall d'un fresc de les estances de Rafael al Palau Apostòlic de la Ciutat del Vaticà
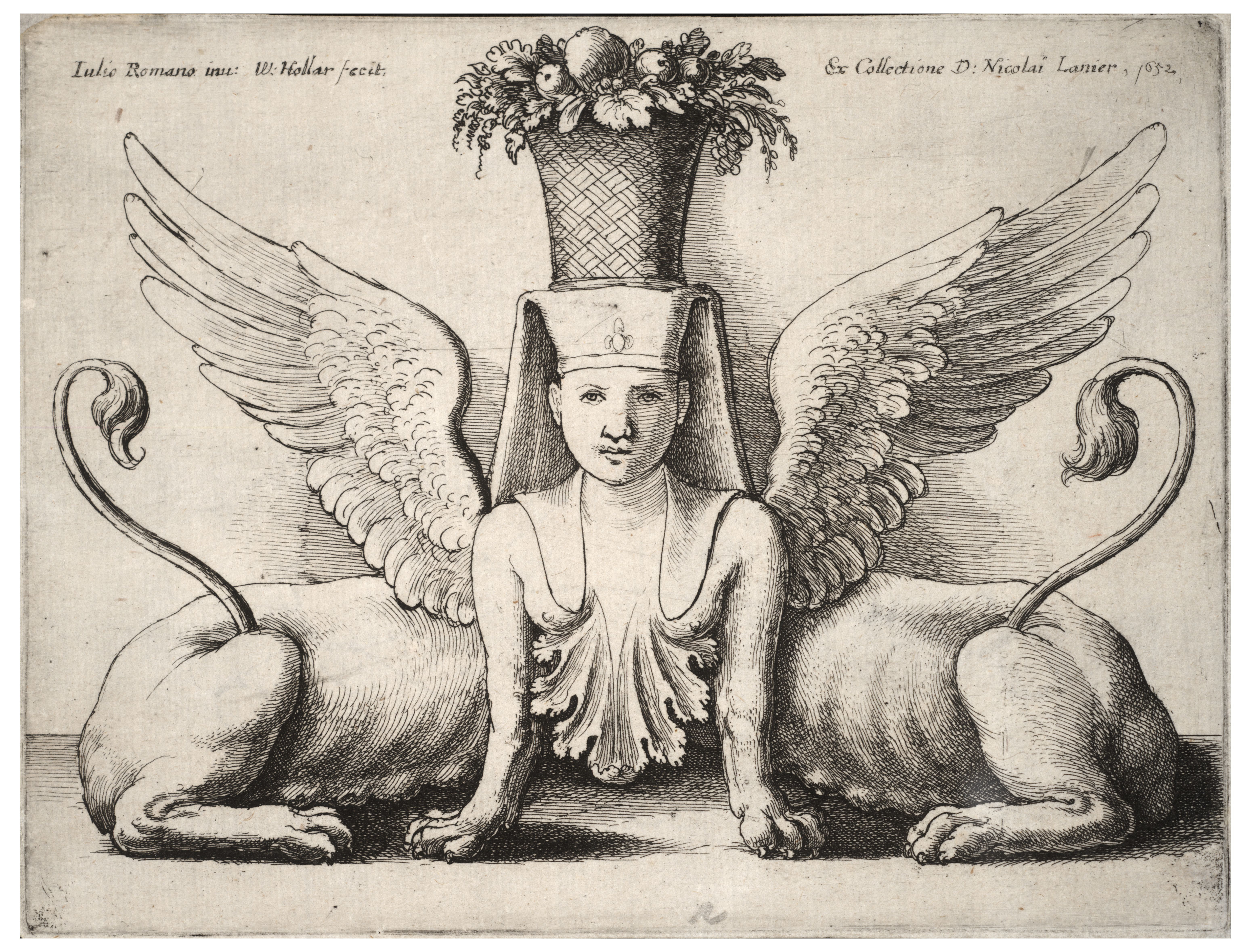
Gravat de Giulio Romano, 1652
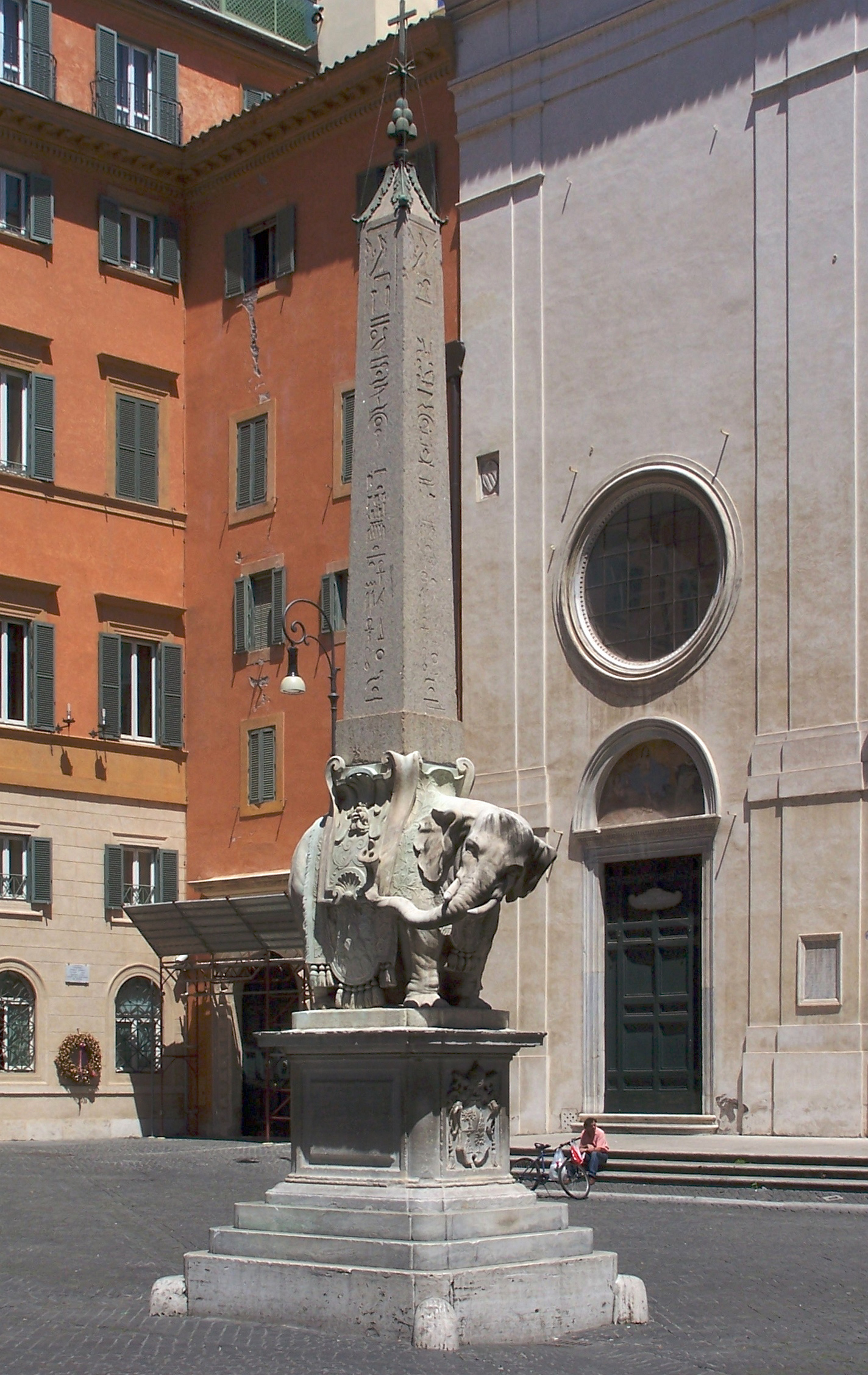
Obelisc de la Piazza della Minerva
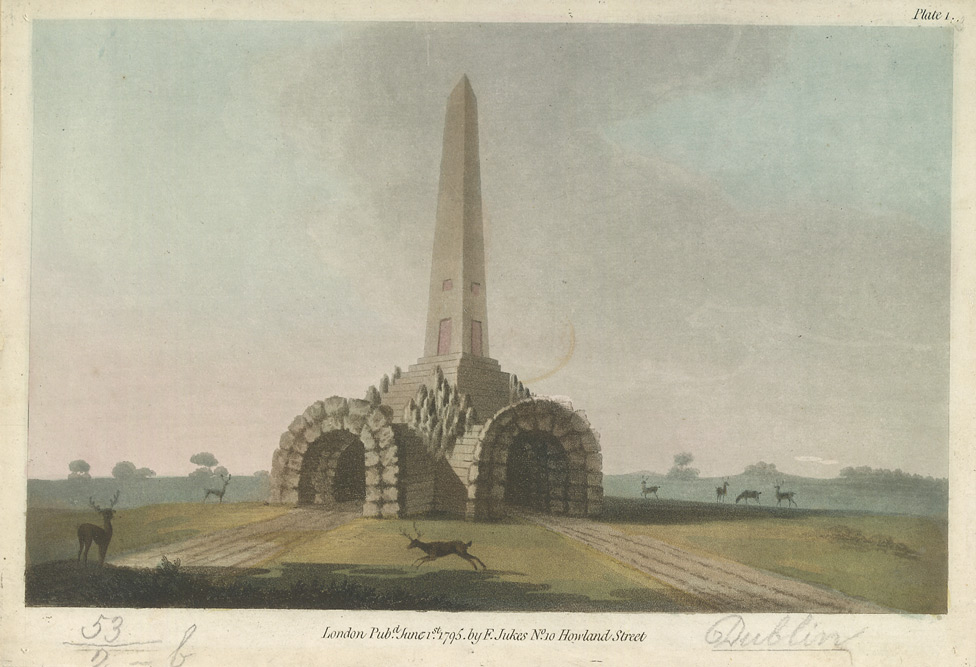
Obelisc de Pearce a Stillorgan
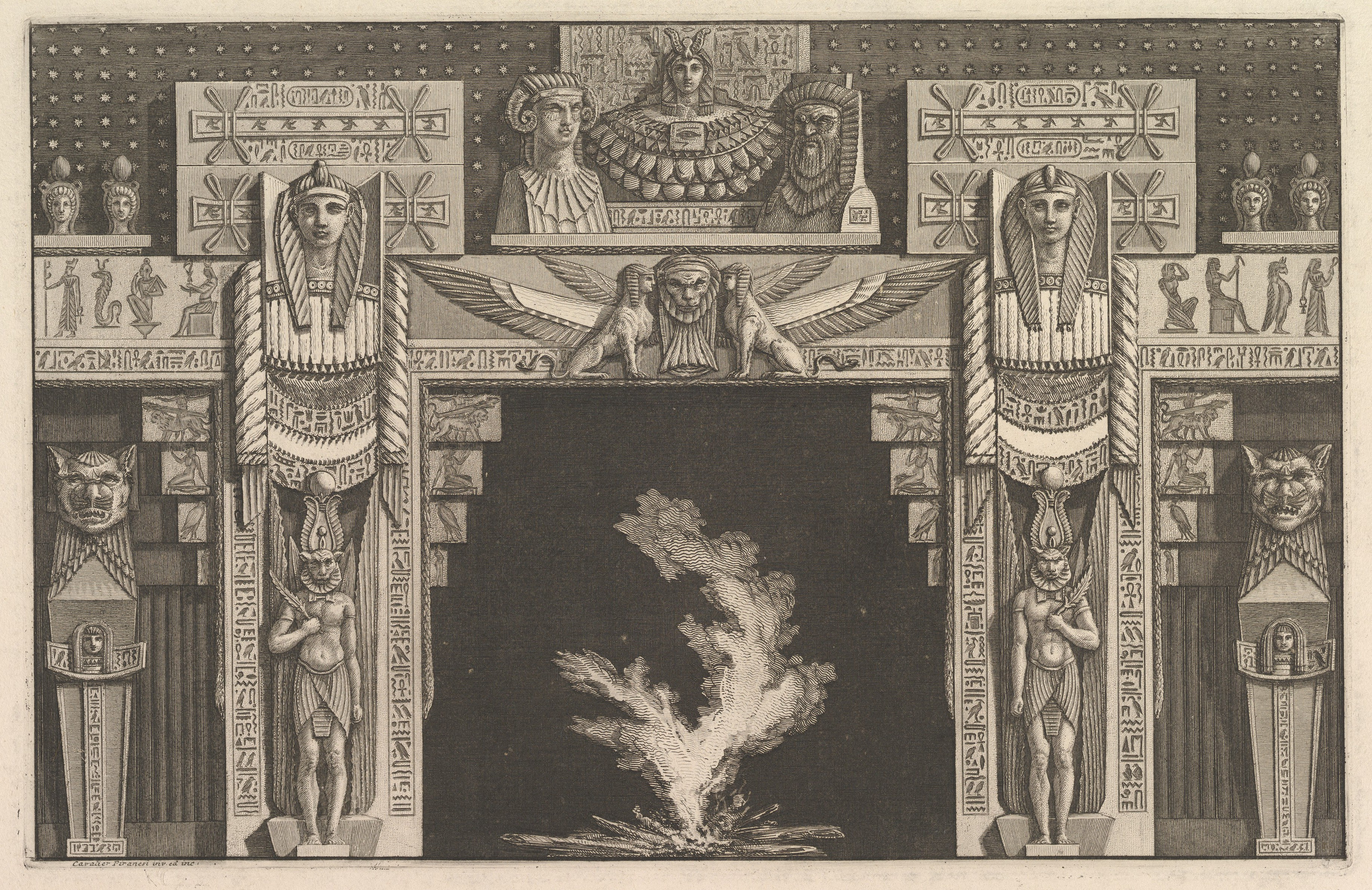
Decoració del Caffee degli Inglesi a la Piazza di Spagna de Roma. Gravat de Piranesi, 1769
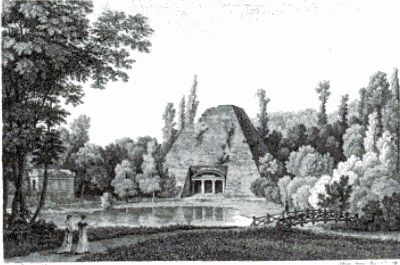
"Piràmide" del Chateau de Maupertuis, ca. 1780
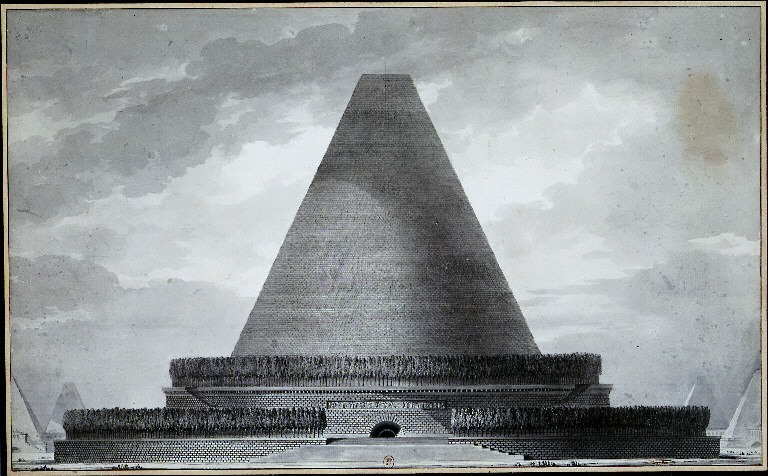
Cénotaphe égyptien. Gravat de Boullée, 1786

## Estil neoegipci postnapoleònic
Tant a l'estat francés com al britànic, la campanya d'Egipte provocà una veritable febre historicista en arquitectura i arts decoratives; però seria la sinagoga de Karlsruhe (1798), de Friedrich Weinbrenner, el primer gran edifici construït en estil neoegipci que tenia un caràcter públic, és a dir, que no era un monument funerari o part d'una decoració.

Entre els primers exemples d'aquest estil a l'estat francés hi ha la "Fira del Caire" de París, també del 1798. A l'exterior es mostren grans caps hatòrics, un fris i altres elements més subtils d'influència egípcia. Un altre dels primers exemples n'és la Font del Fellah, també a París (1806), dissenyada per François-Jean Bralle. Un exemple ben documentat, destruït després de la caiguda de Napoleó, en fou el monument al general Louis Desaix a la Place des Victoires (1810). Incloïa una estàtua del general nu i un obelisc, amb elements neoegipcis a la base.

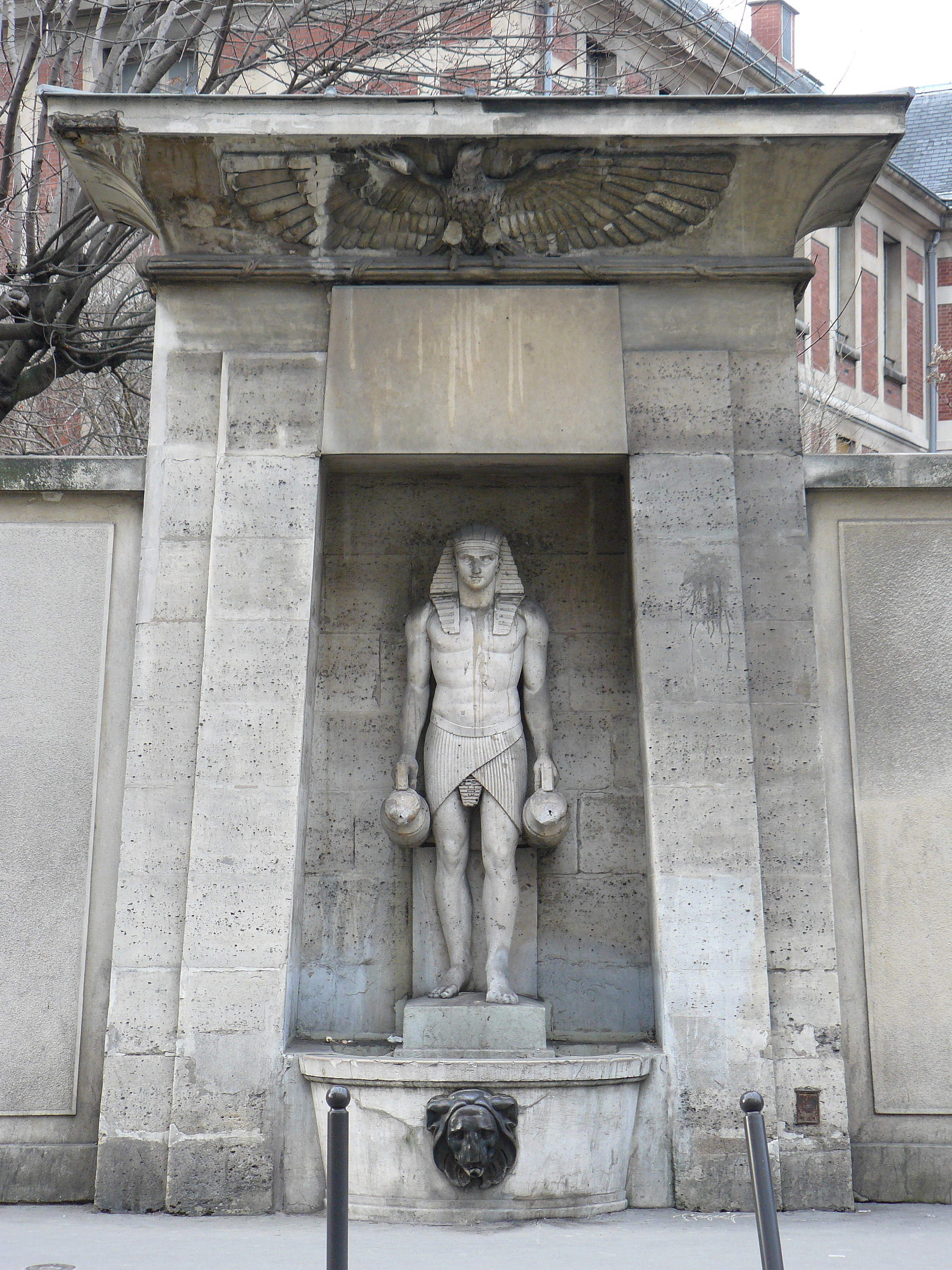
Fontaine du Fellah, a París, de Bralle i Beauvalet, 1806. Inspirada en una estàtua d'Antínous com a Osiris descoberta al 1739 a Tívoli
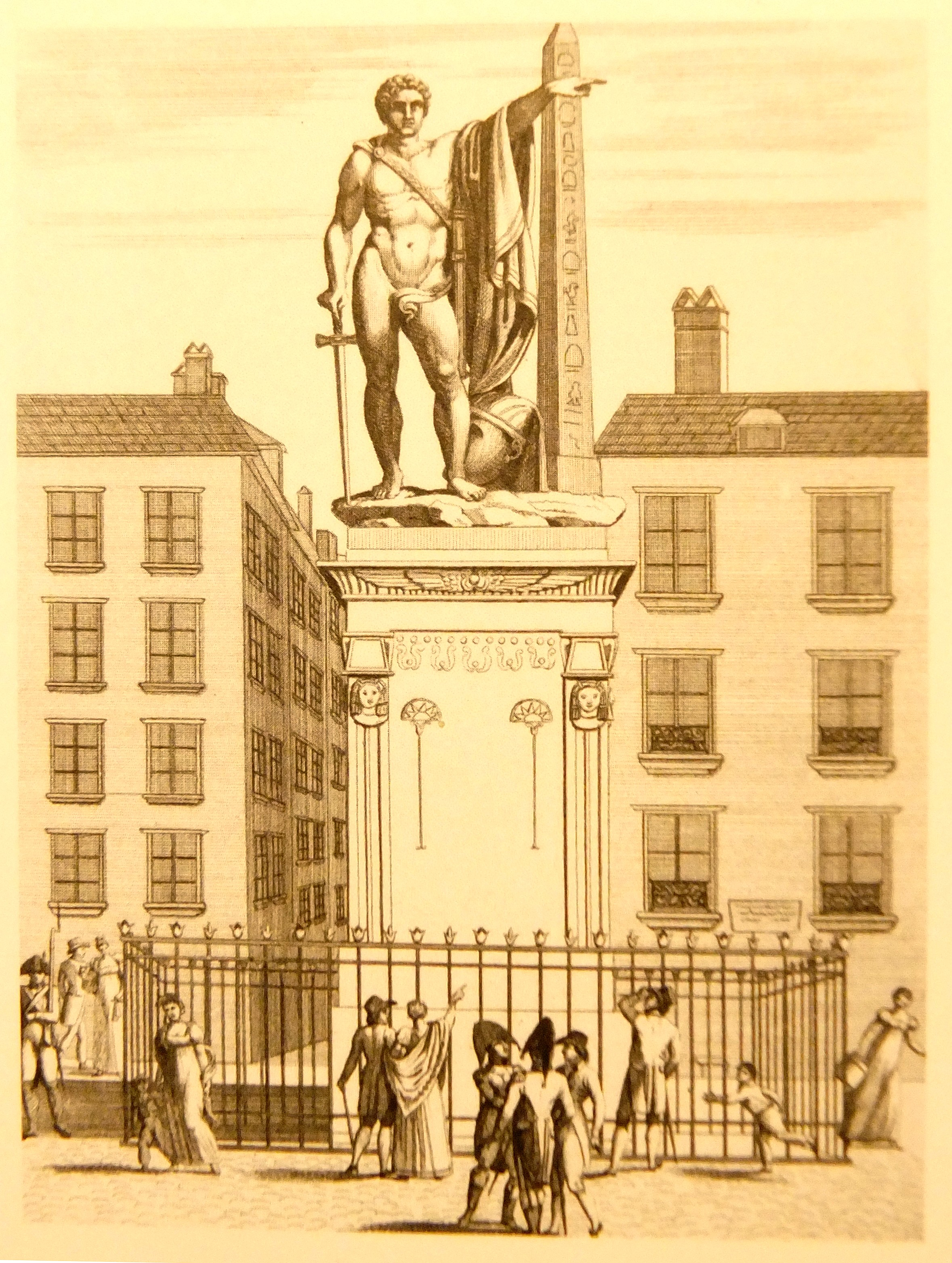
Monument a Desaix a París
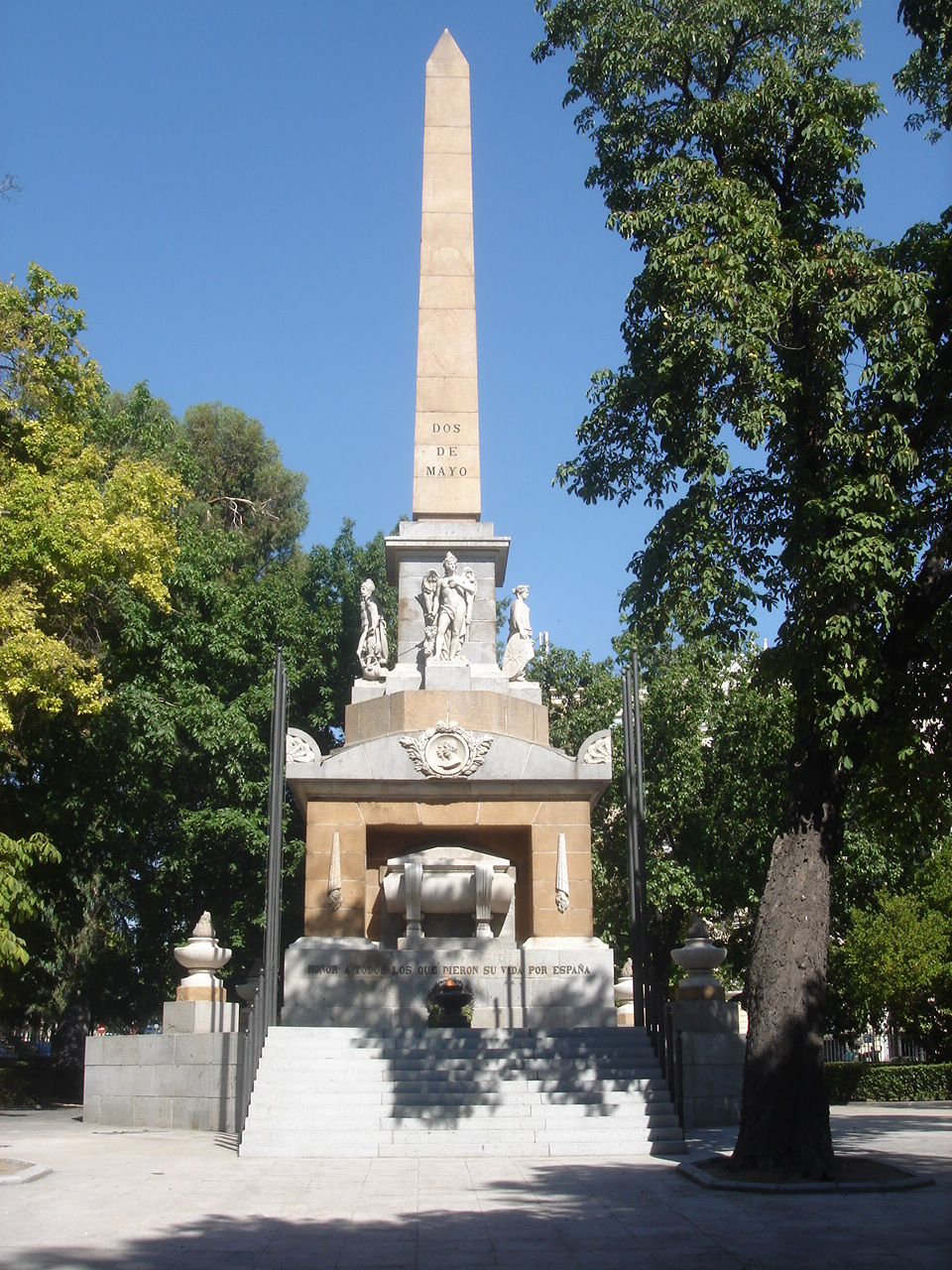
Obelisc de Madrid
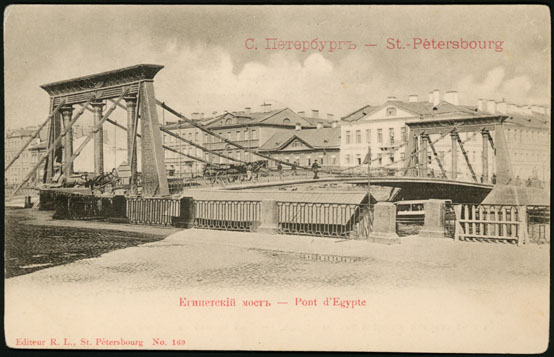
Pont egipci a Sant Petersburg, abans de la seua ensulsiada
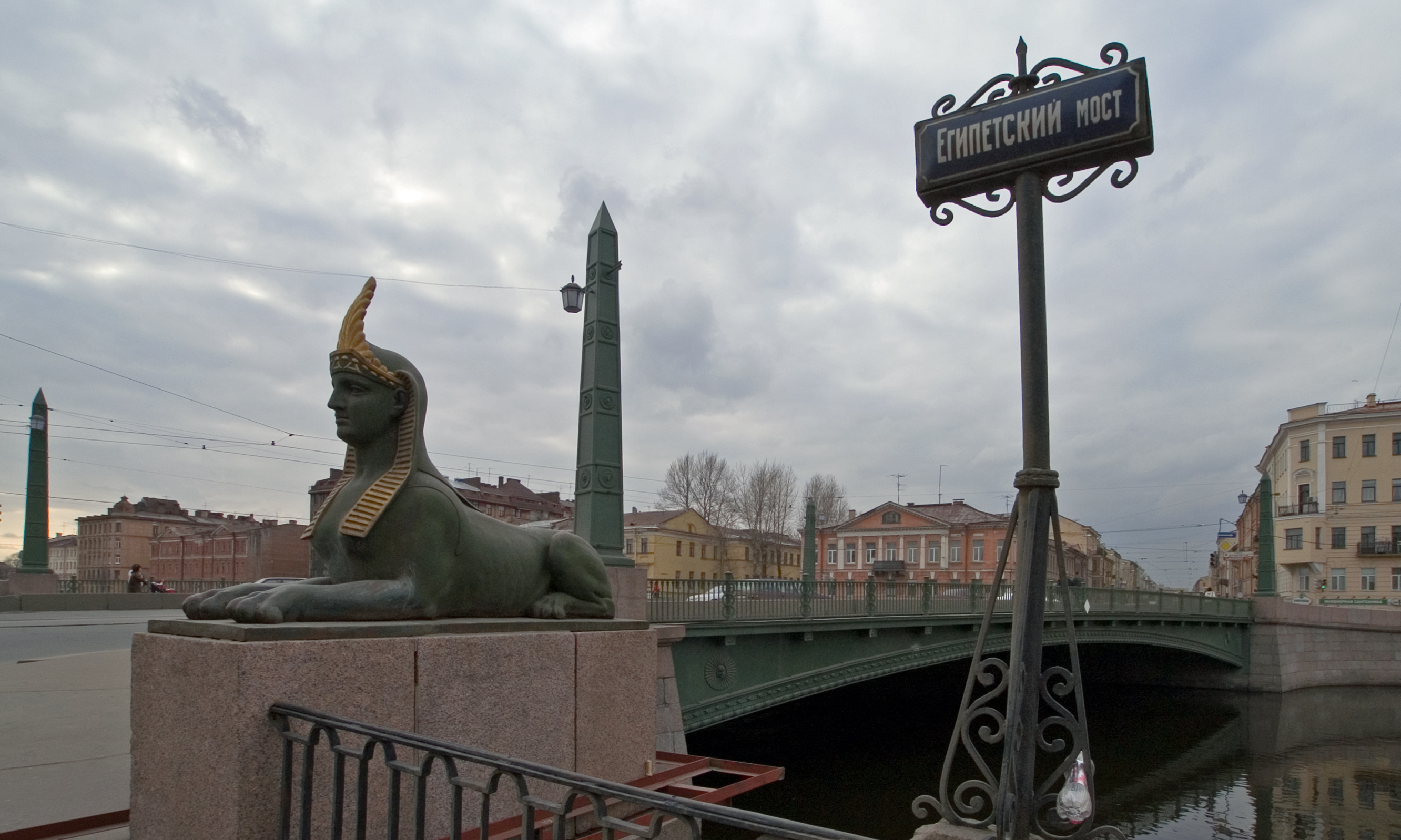
Pont actual, amb els elements reutilitzats
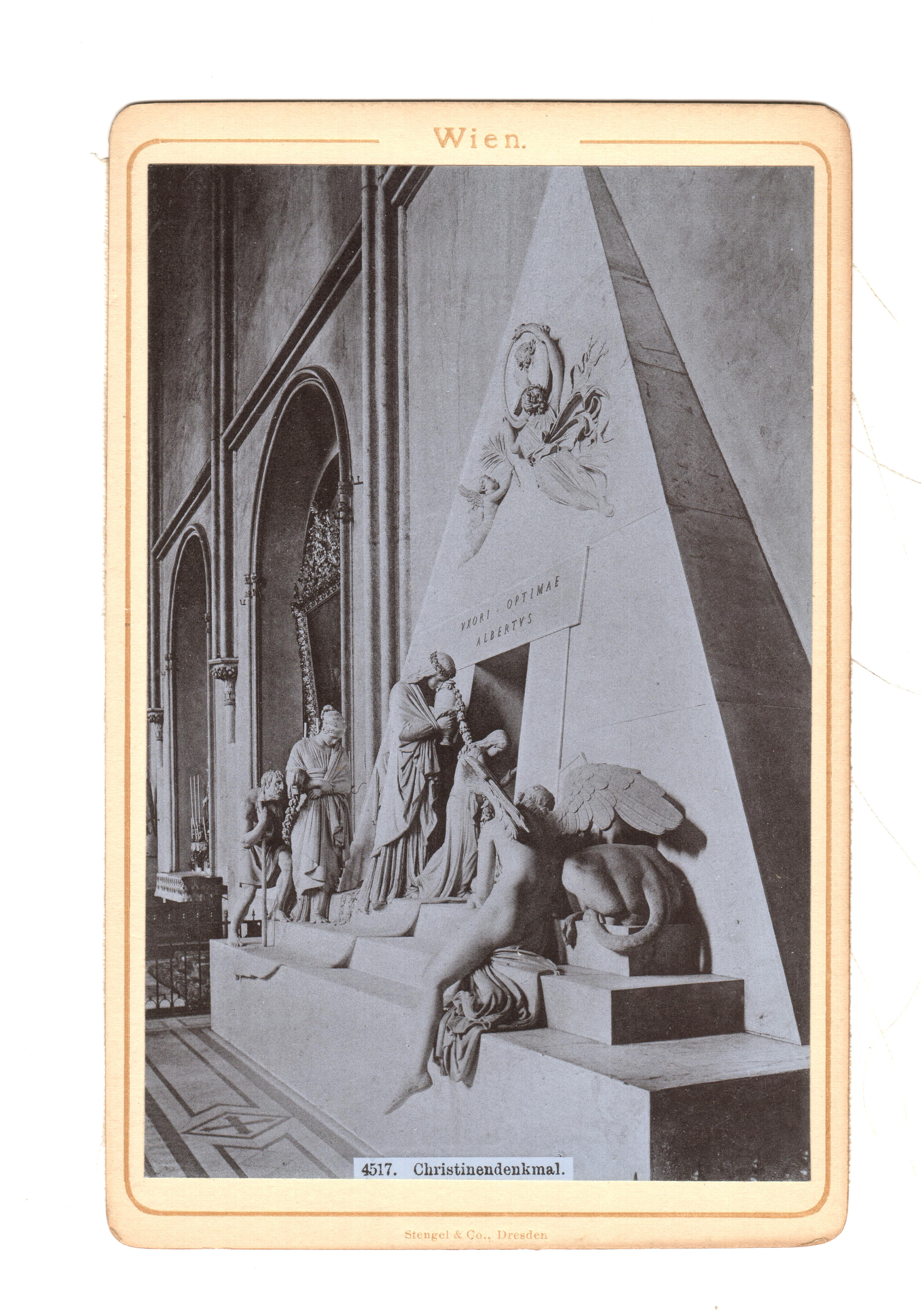
Monument fúnebre de Maria Cristina d'Àustria, de Canova, 1798
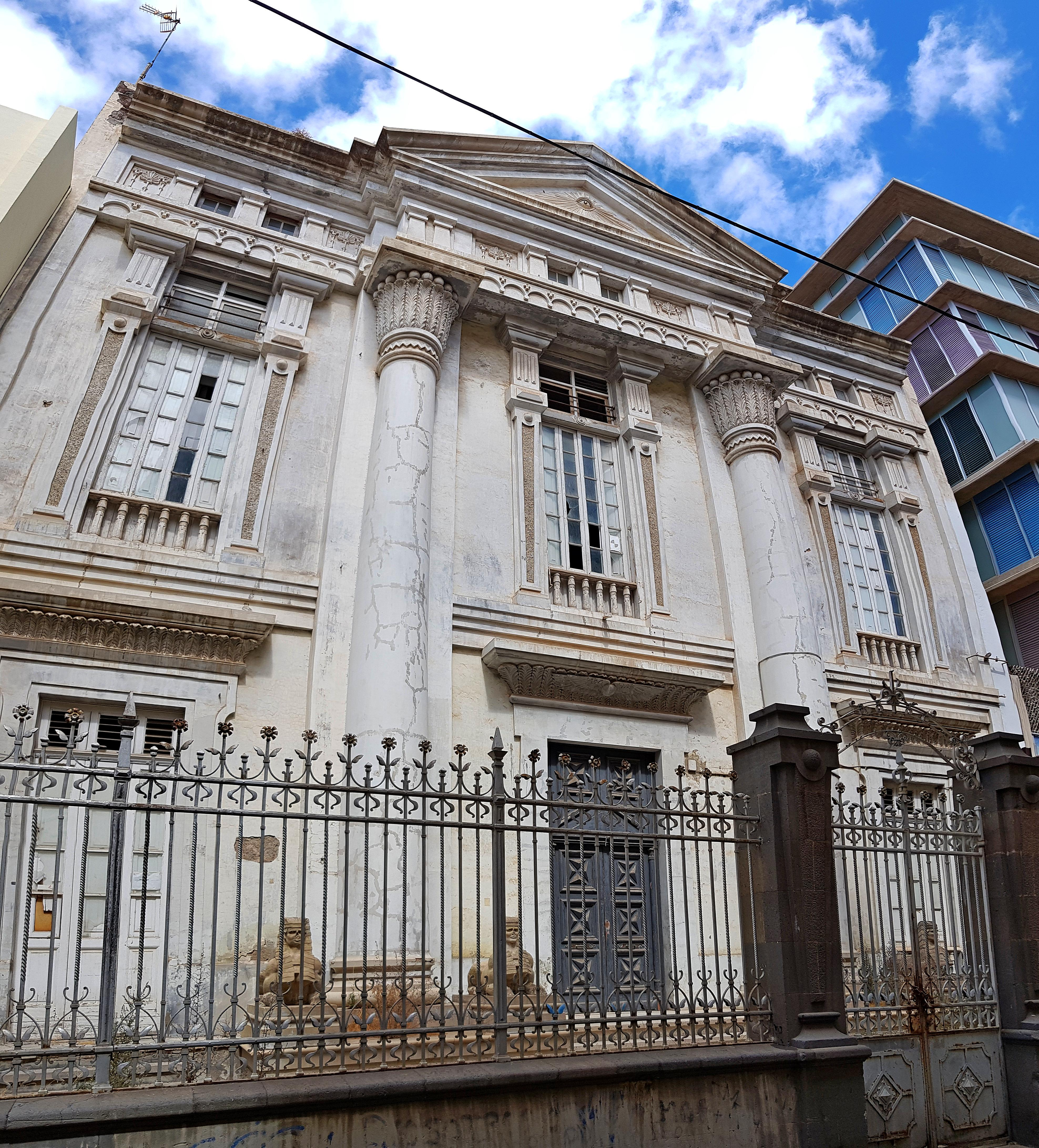
Temple Maçònic de Santa Cruz de Tenerife, de Manuel de Cámara, 1902

Un dels primers edificis que emprà decoració neoegipcia a l'interior (motllures, cornises, columnes, capitells palmiformes) fou a les oficines del diari The Courier (Strand, Londres), de 1804. Altres exemples primerencs en són l'Egyptian Hall de Londres, acabat al 1812, i l'Egyptian Gallery, una cambra privada a la casa del connoisseur Thomas Hope, on aquest mostrava les seues antiguitats egípcies. Els meticulosos dibuixos de la seua obra Household Furniture (1807) foren molt imitats en els mobles britànics d'estil Regència.

Al 1825 es va construir el pont egipci de Sant Petersburg. S'enfonsà el 20 de gener de 1905, i el nou pont que es va construir en el seu lloc (1955) incorporava esfinxs i alguns altres motius de l'original.

### Estil neoegipci fora d'Europa
El primer edifici neoegipci als Estats Units fou la sinagoga de la Congregation Mikveh de Filadèlfia, construïda al 1824. Entre molts altres que la van seguir n'hi ha exemples d'arquitectura carcerària: la Philadelphia County Prison (1835), la Fourth District Police Station de Nova Orleáns (1836) i la presó de Nova York coneguda com The Tombs (1838). Altres exemples notables de mitjan segle xix en foren l'Old Whaler's Church de Sag Harbor (1844), la First Baptist Church d'Essex (1846), l'Egyptian Building del Col·legi de Medicina de Virgínia de Richmond (1845) i la United States Custom House de Nova Orleans (1848). El més notable fou el Washington Monument, començat al 1848, un obelisc que tenia unes portes d'estil egipci, més tard eliminades.

El South African College de Ciutat del Cap va incloure un Egyptian Building construït en 1841; i a la mateixa ciutat es va construir en estil egipci el Gardens Shul de la congregació hebrea.

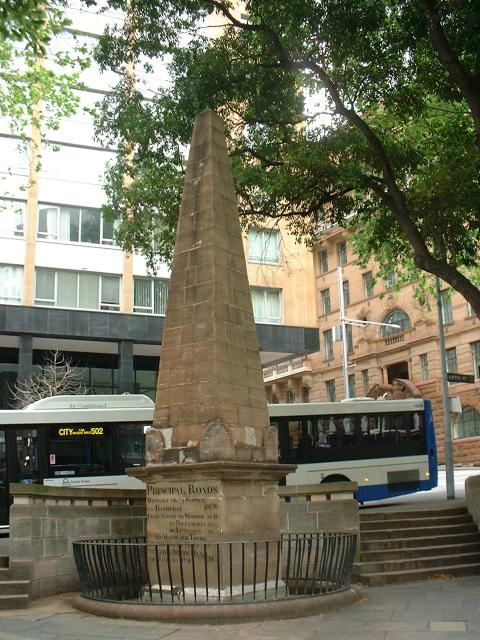
Obelisc Macqarie
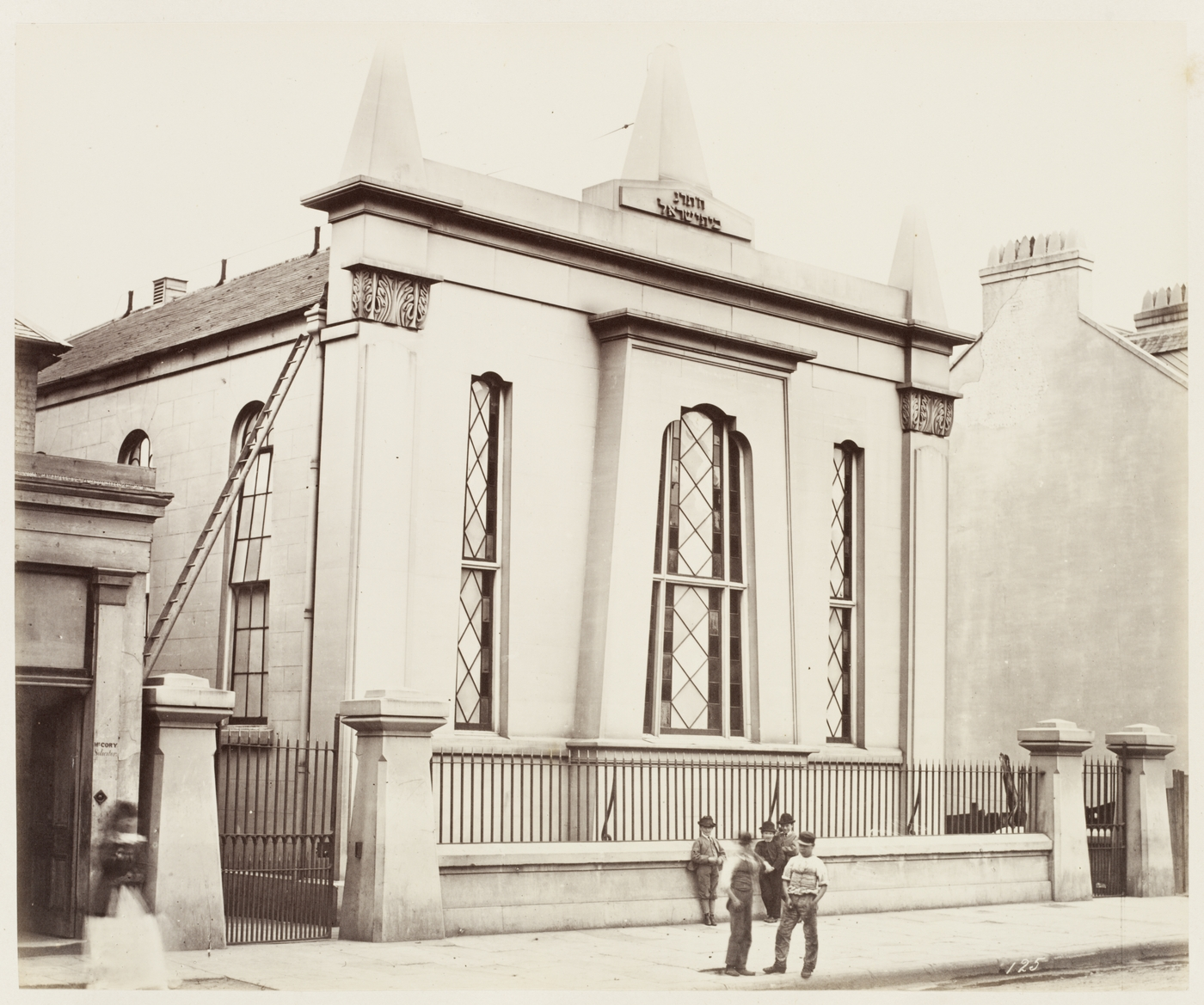
Gran sinagoga de Sidney al 1872

## Exemples notables
- 1798: Sinagoga de Karlsruhe.[11]
- circa 1820: Memorial d'Elizabeth Donkin, Port Elizabeth, Sud-àfrica.
- 1824: Congregation Mikveh, sinagoga de Filadèlfia, dissenyada per William Strickland. La congregació deixà l'edifici el 1860 i fou derruït al 1902.[12]
- 1825-1826: pont egipci de Sant Petersburg.
- 1829: portes egípcies de Tsàrskoie Seló, Sant Petersburg.
- 1826-1830: Groton Monument, a Groton, Connecticut.
- 1832-1834: molls de Sant Petersburg, dissenyats per Konstantin Thon davant de l'edifici de l'Acadèmia Imperial d'Arts.
- 1835: Philadelphia County Prison, dissenyada per Thomas O. Walter; la derruïren el 1968.
- 1835-1837: The Egyptian House de Penzance, Cornwall. Construïda com a museu pel llibreter local John Lavin.
- 1836: 4th Precinct Police Station, al carrer Rousseau de Nova Orleans. Dissenyat per Benjamin Buisson, s'utilitzà inicialment com a presó i comissaria de policia. Després sofrí canvis dràstics i ara s'usa com a Knights of Babylon Den per krewe del Mardi Gras.
- 1838: The Tombs, conjunt judicialpenal de Nova York, dissenyat per John Haviland. Va ser demolit al 1902.
- 1838: Pennsylvania Fire Insurance building, Filadèlfia, dissenyat per John Haviland.[13]
- 1838-1839: The Egyptian Avenue i el cercle interior del Lebanon Circle del Highgate Cemetery de Londres.
- 1838-1840: Tremp Lodges Abney Park de Hackney, Londres.
- 1840: portes del Granary Burying Ground, a Boston, d'Isaiah Rogers.
- 1842: Croton Distributing Reservoir de Nova York.
- 1827-1843: Bunker Hill Monument de Charlestown, Boston.
- 1843: entrada del Mount Auburn Cemetery de Cambridge, Massachusetts, dissenyada per Jacob Bigelow.
- 1845: Egyptian Building del Medical College of Virginia a Richmond, Virginia, Estats Units.[14]
- 1851: Downtown Presbyterian Church, Nashville, Tennessee, Estats Units. Dissenyada per William Strickland.[15]
- 1862-1864: temple egipci al parc del Museu Stibbert, Florència, Itàlia.
- 1895: Presó egípcia, primera presó pública de Maracaibo, Veneçuela.
- 1902: Temple Maçònic de Santa Cruz de Tenerife, Santa Cruz de Tenerife, Espanya.
- 1914: Museu d'Estudis Regionals en Krasnoyarsk, Rússia.
- 1922: Grauman's Egyptian Theatre, Los Angeles, Califòrnia, Estats Units.
- 1924-1929: Mausoleu de Lenin, Moscou, Rússia. Dissenyat per Aleksey Shchusev; utilitza elements de la piràmide de Djoser.
- 1930-1937: Museu Nacional de Beirut, Beirut.
- 1966: Rosicrucian Egyptian Museum, San José, Califòrnia, Estats Units.
- 2001: Cort Suprema Constitucional d'Egipte, El Caire.

## Variants postmodernes
- 1989: Piràmide del Louvre, París.
- 1991: Pyramid Arena, Memphis.
- 1992: Cheesecake Factory, Estats Units.
- 1993: Tama-Re, Eatonton, Geòrgia, Estats Units. Demolit al 2005.

- 1993: Luxor Hotel, Las Vegas, Estats Units.

- 1997: Wafi City, Wafi, Dubai, UAE.
- 1997: Sunway Pyramid, Bandar Sunway, Malàisia.